# Kazuki Sawada
Kazuki Sawada (澤田 和樹 Sawada Kazuki?), född 5 juni 1982 i Aichi prefektur, är en japansk före detta fotbollsspelare.
Sawada började sin karriär 2001 i Nagoya Grampus Eight. 2001 blev han utlånad till Denso (FC Kariya). 2002 flyttade han till Ventforet Kofu. Efter Ventforet Kofu spelade han för Mito HollyHock och FC Kariya. Han avslutade karriären 2006.